# Klon Bürgera
Klon Bürgera (Acer buergerianum Miq.) – gatunek drzewa z rodziny mydleńcowatych (Sapindaceae). Rośnie w lasach górskich Chin, Japonii i Tajwanu. W Polsce klon Bürgera bywa sporadycznie uprawiany w kolekcjach dendrologicznych. Uprawiany w Polsce jako bonsai.

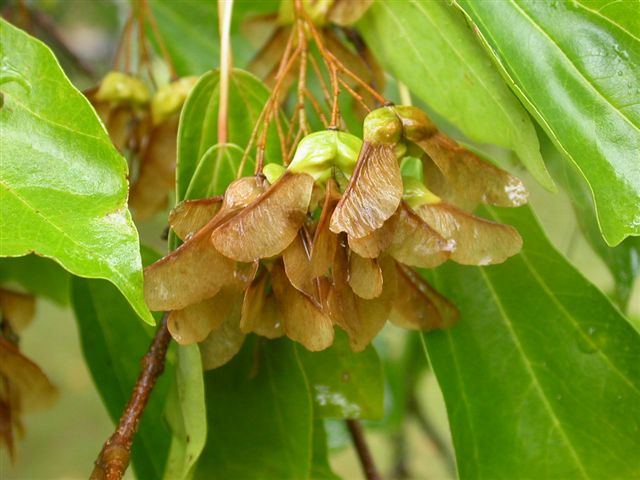
Owoce klonu Bürgera

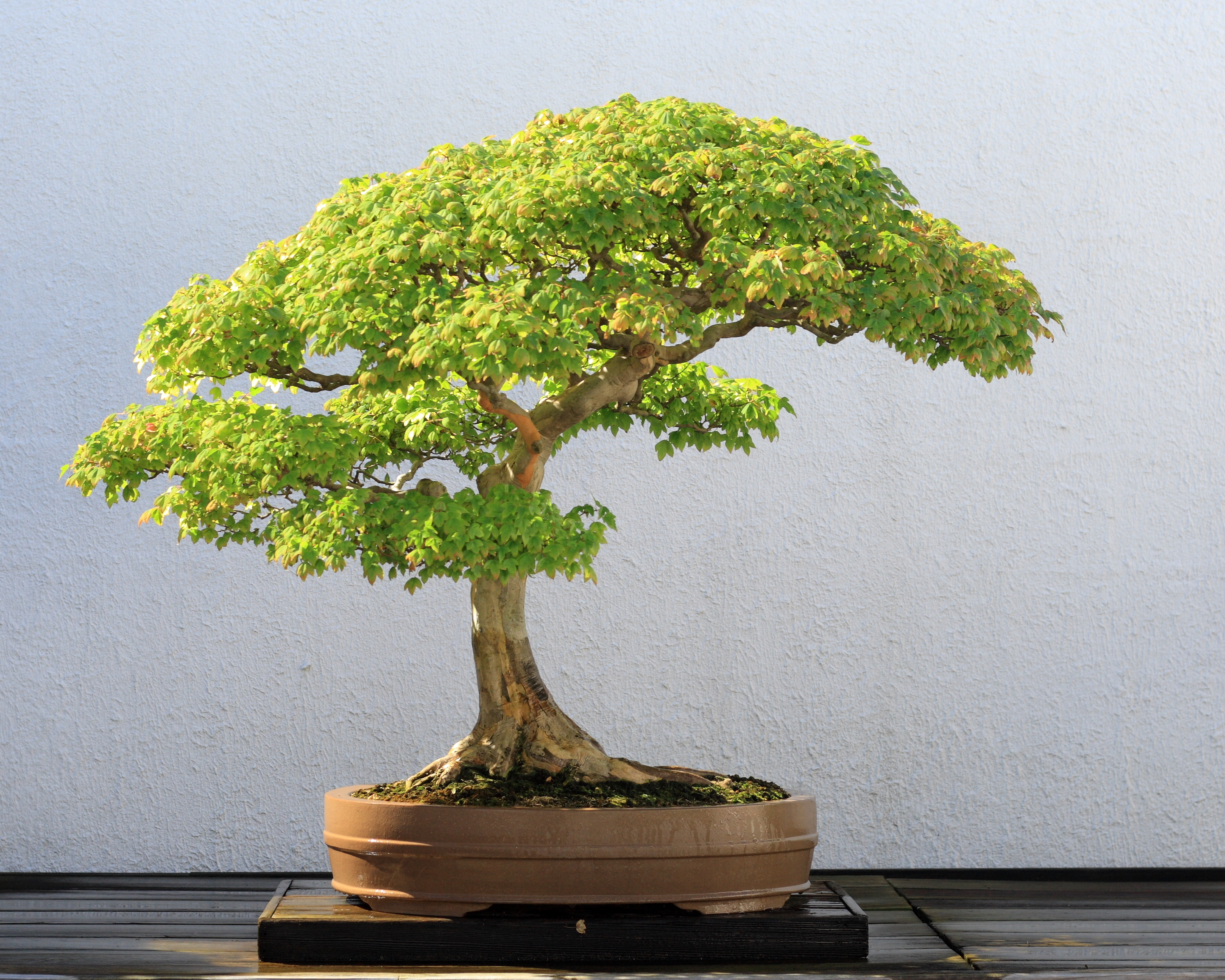
Klon Bürgera jako drzewko bonsai

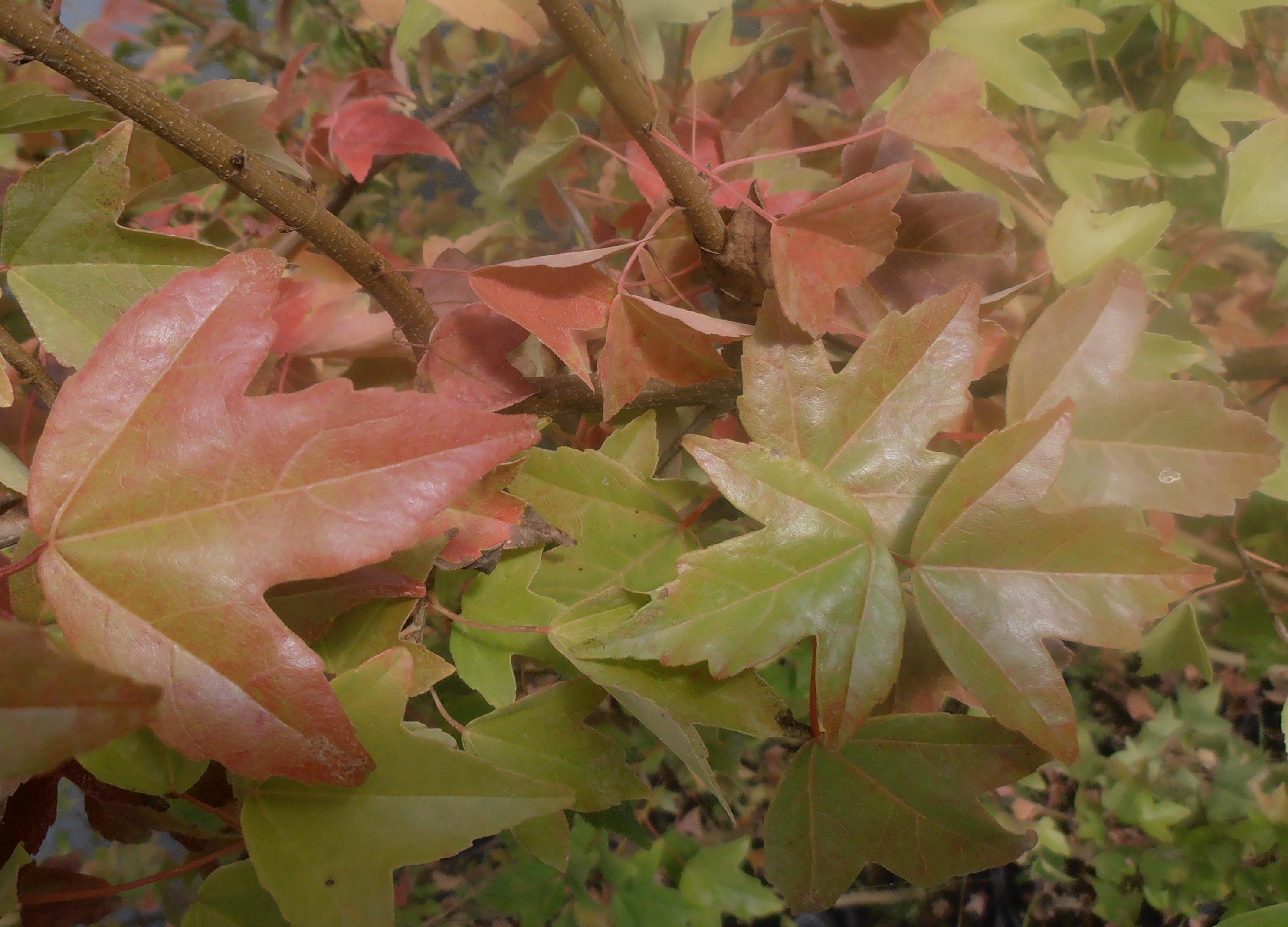
Jesienne liście

## Morfologia
PokrójDrzewo dorasta do wysokości 15 m. Pień osiąga 50 cm obwodu. Kora ma barwę szarobrązową. Na starszych osobnikach kora się łuszczy.
LiścieMają długość od 8 do 10 cm. Są dłoniasto-klapowate, trójklapowe, całobrzegie, czasami tylko odlegle pikowane. Mają kolor ciemnozielony, a jesienią zmieniają barwę na czerwoną.
KwiatyDrobne, o żółtozielonym kolorze. Zebrane są w walcowate kwiatostany.
OwoceUstawione równolegle orzeszki ze skrzydełkami o rozmiarze około 2,5 cm. Mają kolor zielony (czasami czerwonawy, później brązowy).

## Biologia i ekologia
Wytrzymuje czasowy niedobór wody w podłożu i zanieczyszczenie powietrza spalinami, dlatego sadzony bywa w warunkach miejskich.